# Microscopio polarizzatore

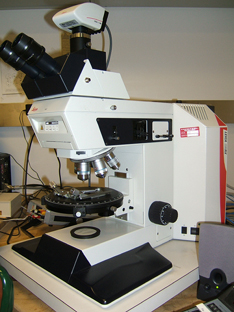
Microscopio Leica DMRX a luce incidente con componenti meccaniche e contatore automatico di punti Swift F per l'analisi della composizione organica di campioni di roccia e carbone.

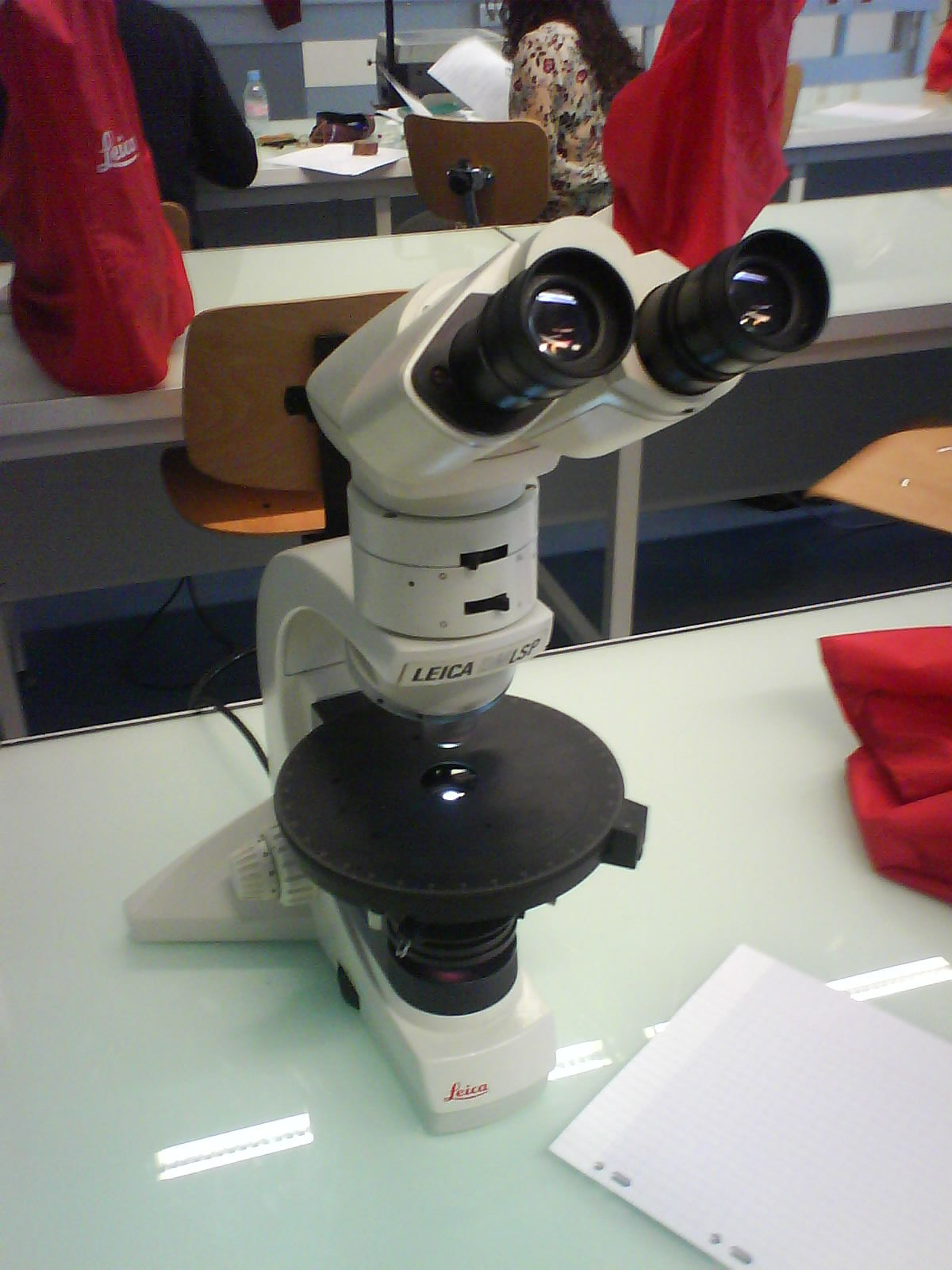
Modello di microscopio polarizzatore Leica meno complesso.

Un microscopio polarizzatore, o microscopio ottico polarizzatore a luce trasmessa, detto anche microscopio da petrografia, è un microscopio ottico modificato per usare luce polarizzata per l'osservazione dei campioni.
È usato in settori specifici dell'analisi microscopica, in particolare la mineralogia, nel qual caso si riesce a raccogliere dei dati univoci e oggettivi per il riconoscimento del minerale (grazie appunto all'utilizzo di luce polarizzata).

## Differenze tra microscopio ottico e polarizzatore
In linea generale, la sua funzione primaria è quella di fornire un'immagine ingrandita di un oggetto posto sul tavolino portaoggetti, esattamente come un microscopio ottico, in comune con il quale ha molte sue componenti. A questo proposito, due sistemi di lenti contribuiscono a creare l'ingrandimento visibile: l'obiettivo e l'oculare.
Il primo è costituito da una serie di lenti poste a precisi intervalli che producono un primo ingrandimento e forniscono un'immagine nitida. L'oculare ingrandisce ulteriormente questa figura (considerando comunque la presenza di eventuali macchie dovute alla non perfetta pulizia delle lenti); spesso è fornito di un reticolo a forma di croce, costituito da due linee nere perpendicolari, che prende il nome di crocifilo, orientato nelle direzioni Nord-Sud ed Est-Ovest. Lo scopo di quest'ultimo è quello di centrare il campione (in mineralogia è spesso un granulo di minerale o roccia); è inoltre indispensabile qualora si vogliano allineare delle direzioni cristallografiche, su cui si vogliano operare delle misure angolari.
Come per tutti i microscopi ottici, l'ingrandimento totale si determina moltiplicando l'ingrandimento dell'obiettivo per quello dell'oculare. Per esempio:
{\displaystyle 50x\cdot 10x=500x}
Ciò che distingue un microscopio polarizzante da quello ottico è:
- la presenza di un filtro polarizzatore posto tra sorgente luminosa e tavolino portaoggetti (in molti casi attivabile o disattivabile tramite un'apposita leva o per estrazione), che converte la luce da non polarizzata a polarizzata; vengono usati a questo scopo dei filtri polaroid; la sua presenza è essenziale per questo tipo di microscopio
- la presenza di un analizzatore, cioè di un altro filtro polarizzatore, posto tra l'obiettivo e l'oculare; la sua attivazione in contemporanea con il filtro polarizzatore porta alla cosiddetta condizione di estinzione, ovvero all'annullamento del raggio luminoso incidente (a causa dell'azione polarizzante perpendicolare dell'analizzatore rispetto al polarizzatore, vedi sotto). La figura di estinzione è visibile nell'oculare come completamente nera, e soltanto nel caso in cui si stia effettuando un'analisi a "nicol incrociati" (vedi sotto).
- il tavolino portaoggetti rotante e graduato (utile per ruotare i campioni osservandoli con diverse angolazioni della luce incidente), spesso graduato nel suo perimetro, che permette anche di effettuare misurazioni di vario tipo sul campione.

## Componenti
Seguendo il percorso dall'osservatore al campione,, le componenti di microscopio polarizzatore sono (sono evidenziati quelli presenti esclusivamente nei microscopi polarizzanti):
- Oculari (possono avere vari ingrandimenti, ad esempio 8x, 10x, 12x)
- Analizzatore, posto nella parte del microscopio superiore al campione, è un filtro analogo al polarizzatore; possiede un piano di polarizzazione perpendicolare a quello del polarizzatore
- Fenditura per l'inserimento delle lamine accessorie (per analizzare le figure di interferenza)
- Torretta (o ghiera) girevole portaobiettivi
- Obiettivi, i quali possono avere diversi valori di ingrandimento: 4x o 5x (basso ingrandimento), 10x (medio ingrandimento), 40x o 50x (alto ingrandimento); sono spesso marcati con diversi colori per distinguerli
- Tavolino portaoggetti (o piatto girevole);
- Lente convergente, con leva per inserirla/disinserirla; trasforma un fascio parallelo in un fascio più condensato e centrato nel foro del tavolino portaoggetti; è anche chiamata lente condensatrice o condensatore, con riferimento al termine inglese condenser (quest'ultimo termine però può generare equivoci, in quanto spesso riferito ad altre strumentazioni)
- Polarizzatore con possibilità di rotazione
- Ghiere per la messa a fuoco (su entrambi i lati)
- Diaframma di campo
- Illuminatore
- Cursore per la regolazione dell'illuminazione

## Metodi di analisi

Esempio di effetto della rotazione del campione in un microscopio polarizzatore.

Il tipo di uso che si fa del polarizzatore e dell'analizzatore porta a tre differenti metodi di analisi:
- osservazione con solo polarizzatore
- osservazione con polarizzatore e analizzatore inseriti contemporaneamente (osservazione a nicol incrociati)
- osservazione con polarizzatore e analizzatore inseriti contemporaneamente, con polarizzatore ruotato (osservazione a nicol paralleli): il polarizzatore permette il passaggio della luce nella stessa direzione dell'analizzatore; è un'analisi poco comune e spesso il suo nome viene utilizzato per definire l'osservazione con il solo polarizzatore (generando confusione).

## Applicazioni
La mineralogia e la petrografia sono le due scienze che maggiormente si avvalgono di questo tipo di strumentazione. In questi ambiti, infatti, si riescono ad inquadrare alcune importante proprietà dei minerali, motivo per cui il microscopio polarizzante rimane ancora un mezzo privilegiato per ricavare risultati che si otterrebbero altrimenti con analisi più complesse e costose.
Si ricorda che, attualmente, mentre la mineralogia si avvale del microscopio polarizzante con scarsa frequenza (a causa della diffusione di mezzi più potenti, precisi e veloci di analisi), in petrografia questa tipologia di analisi è ancora basilare e consente di ottenere ottimi risultati.
In questo contesto, possono essere analizzati soltanto minerali (o in generale campioni) trasparenti, ovvero che si lasciano attraversare dalla luce. In caso contrario, minerali opachi creerebbero una figura completamente nera dovuta all'impossibilità di lasciarsi attraversare dalla luce (per questo tipo di minerali si ricorre allo studio un microscopio in riflessione, con microscopi binoculari o con microscopi metallografici).
È utile notare che la figura scura o nera che si forma in questi casi non si può definire come di “estinzione” (vedi sopra).

## Vantaggi e svantaggi
L'utilizzo, nelle discipline sopra citate, del microscopio da petrografia rispetto ad altre strumentazioni ha due vantaggi:
- il basso costo delle analisi
- la relativa precisione di queste

Di contro, per ottenere analisi verosimili e corrette, occorre un esperto osservatore, che sappia ben interpretare il campione preso in esame, ma soprattutto che il campione sia lavorato in maniera corretta; è essenziale quindi affidare questo tipo di preparazioni a personale specializzato.